# AGVRA

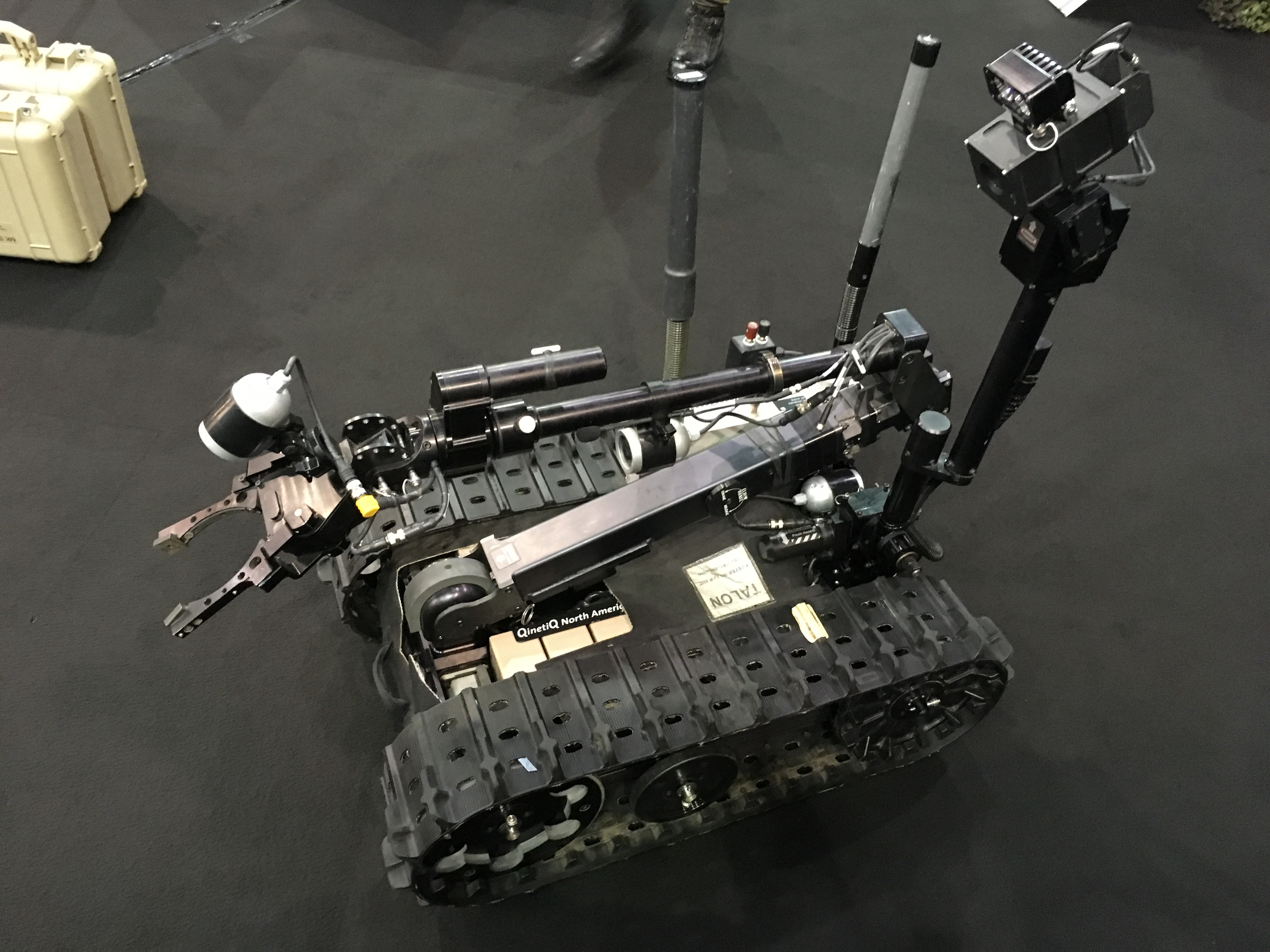

AGVRA (англ. Autonomous Ground Vehicle Reference Architecture) — архітектура тактичних наземних роботизованих комплексів, розробка якої була ініційована військовими США.
AGVRA спирається на поєднання операційної системи ROS-M та профілю взаємосумісності IOP. Фахівці Центру систем наземних транспортних засобів Командування сухопутних військ США CCDC обґрунтували доцільність впровадження AGVRA в невеликі UGV замість стандартизованої в НАТО архітектури транспортних засобів NGVA.